# Gabriel Mariano
José Gabriel Lopes da Silva, també conegut com a Gabriel Mariano, (Ribeira Brava, illa de São Nicolau, 18 de maig de 1928 – Lisboa, 18 de febrer de 2002) va ser un poeta, novel·lista i assagista capverdià.
Va estudiar a São Joaquim i es va graduar com a director a Lisboa. Va retornar a Cap Verd el 1950. Va ser en la creació de la revista Restauraçao (amb Jorge Barbosa i altres), el Suplemento Cultural (amb Carlos Alberto Monteiro i altres) i Boletim Cabo Verde. La seva activitat cultural va cridar l'atenció del governador local i el van deportar a l'Àfrica Oriental Portuguesa. Va publicar poemes, novel·les i assaigs en portuguès i en crioll capverdià.
Després de la independència va retornar a cap Verd. Va escriure Vida e Morte de João Cabafume en 1976 que va guanyar el Prémio de Literatura Africana, un assaig sobre cultura de Cap Verd en 1991 i l'antologia poètica Ladeira Grande en 1993. Va passar la resta de la seva vida a Portugal, on va morir el 29 de febrer de 2002.
Alguns dels seus poemes són a l'antologia poètica col·lectiva Tertúlia. Un altre dels seus poemes es pot trobar al CD Poesia de Cabo Verde e Sete Poemas de Sebastião da Gama (2007) per Afonso Dias
No és el mateix, però podria estar relacionat amb un altre poeta que va néixer a l'illa de São Nicolau, José Lopes da Silva, (15 de gener de 1872 - 2 de setembre de 1962), que també era professor i periodista.

## Obres
- A Mestiçagem: seu papel na formação da sociedade caboverdeana (assaig publicat a "Suplemento Cultural", 1958)
- Do Funco ao Sobrado ou o Mundo que o Mulato Criou (assag publicat a "Colóquios Caboverdeanos", 1959)
- 12 Poemas de Circunstâncias (1965)
- Amor e partida na poesia crioula de Eugénio Tavares ou inquietação amorosa
- Capitão Ambrósio
- Inquietação e serenidade. Aspectos da insularidade na poesia de Caboverde
- Nome de casa e nome de igreja
- O Rapaz Doente (1963)
- Osvaldo Alcântara — O Caçador de heranças ou inquietação social
- Uma Introdução à Poesia de Jorge Barbosa
- Vida e Morte de João Cabafume (Via Editora, 1976), va guanyar el Prémio de Literatura Africana
- Cultura Caboverdeana (assaigs, Vega, 1991)
- Ladeira Grande (antologia poètica, editora Vega, 1993)